# Iolanda de Aragon
Iolanda de Aragon (n. 11 august 1384, Barcelona, Catalonia, Spania – d. 14 noiembrie 1442, Saumur, Saumur Val de Loire⁠(d), Franța) a fost regentă a Aragonului, regină consort a Neapole, ducesă de Anjou, contesă de Provence. A fost fiica lui Ioan I de Aragon și a soției acestuia, Iolanda de Bar. Iolanda a jucat un rol crucial în lupta dintre Franța și Anglia, influențând evenimente, finanțând armata Ioanei d'Arc în 1429 și înclinând balanța în favoarea Franței. Mai este cunoscută sub numele de Jolantha de Aragon și Violant d'Aragó.

## Familie și căsătorie
Iolanda s-a născut la Zaragoza, Aragon la 11 august 1384. A fost fiica cea mare a regelui Ioan I de Aragon și a celei de-a doua soții, Iolanda de Bar, nepoata regelui Ioan al II-lea al Franței. A avut trei frați și două surori și cinci frați vitregi mai mari din prima căsătorie a tatălui ei.
În 1389, Ludovic al II-lea de Anjou a fost încoronat rege al Neapole. Mama lui, Marie de Blois a început negocierile pentru a căsătorie între el și Iolanda pentru a preveni obstrucționarea Aragonului asupra domniei sale. Când Iolanda a împlinit 11 ani, ea a semnat un document care să dezavueze orice promisiune făcută de ambasadori despre căsătoria ei cu Ludovic al II-lea.  În 1395 și regele Richard al II-lea al Angliei a deschis negocieri pentru mâna Iolandei. Pentru a preveni căsătoria, regele Carol al VI-lea al Franței a oferit-o pe fiica sa Isabella regelui Richard.
După decesul tatălui Iolandei, Maria de Blois l-a convins pe unchiul Iolandei, Martin I de Aragon, să aprobe căsătoria Iolandei cu Ludovic al II-lea. Nunta a avut loc la Arles, la 2 decembrie 1400 și a fost un mariaj fericit.